# 四碘化铀
四碘化铀又称碘化铀(IV)，是一种 无机化合物，其中铀的氧化态为 +4。

## 制备
四碘化铀可以由铀和过量的碘反应而成。

## 性质
四碘化铀是一种黑色固体，会形成针状晶体。它加热时会分解成三碘化铀和碘。它的晶体结构是单斜晶系，空间群 C2/c。